# 第二奥古斯塔军团
第二奥古斯塔军团（英語：Legio II Augusta）是古罗马军队建制名称。由盖乌斯·维比乌斯·潘撒·凯特洛尼亚努斯于公元前43年在萨宾成立。该军团在创立后不久加入了爆发于公元前42年的罗马帝国内战——腓立比战役，效忠于马克·安东尼和屋大维一方。后来该军团加入了罗马入侵不列颠战争，并于2世纪时参加建造哈德良长城和安多宁长城。

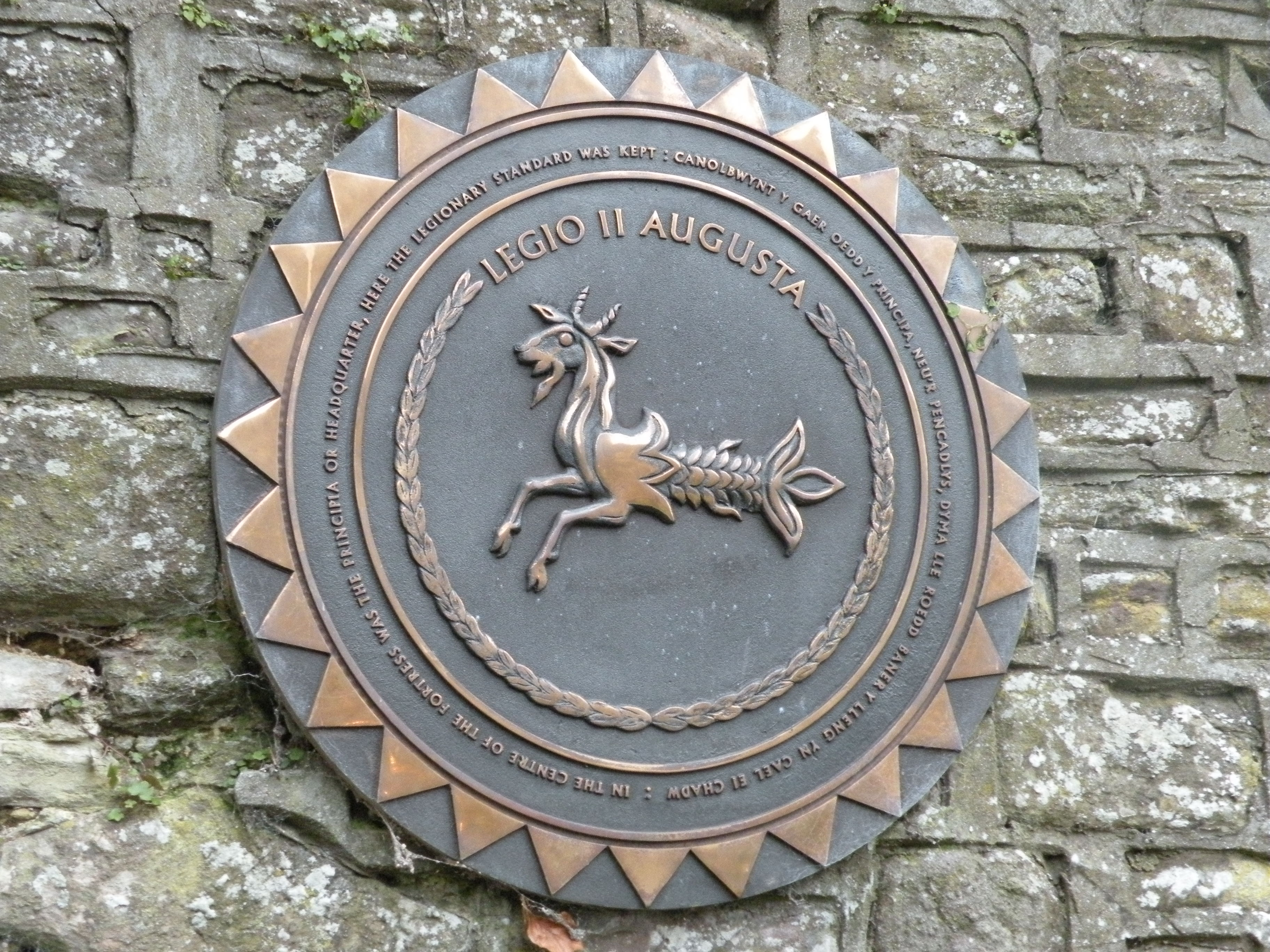
徽章

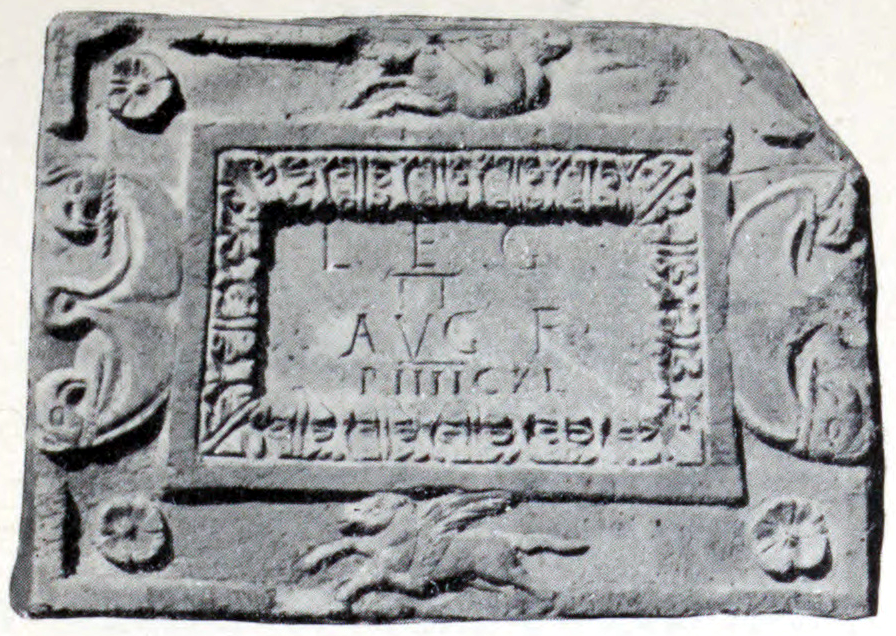
第二奥古斯塔军团在建造安多宁长城时留下的用于记录行军里程的石板

## 扩展阅读
- livius.org account （页面存档备份，存于）
- Field, N. . Tiverton: Dorset Books. 1992. ISBN 1-871164-11-7.
- Keppie, Lawrence. . . Stuttgart: Franz Steiner Verlag. 2000: 123–147  [2014-05-12]. ISBN 3-515-07744-8. （原始内容存档于2014-07-07）.